# John Campbell, 9:e hertig av Argyll
John Douglas Sutherland Campbell, 9:e (i England 2:e) hertig av Argyll, född den 6 augusti 1845 på Stafford House i London, död den 2 maj 1914 i Cowes på Isle of Wight, var en brittisk politiker och ämbetsman, Kanadas generalguvernör 1878–1883.

## Biografi
John Campbell var son till George John Douglas Campbell, 8:e hertig av Argyll och farbror till Niall Campbell, 10:e hertig av Argyll.
Han var under faderns livstid känd under titeln markis av Lorne. Han inträdde 1868 i det politiska livet som liberal underhusmedlem för Argyllshire (till 1878) och faderns privatsekreterare i ministeriet för Indien (till 1871).
Campbell gifte sig den 21 mars 1871 med drottning Viktorias 4:e dotter, prinsessan Louise (1848–1939), och var 1878–1883 generalguvernör över Kanada, där han företog vidsträckta resor och jämte sin gemål förvärvade mycken popularitet. Efter att ett par gånger förgäves ha sökt återval till underhuset, invaldes han 1895 som liberal-unionistisk parlamentsledamot för "South Manchester"; 1900 intog han vid faderns död dennes plats i överhuset.
I det politiska livet spelade Campbell inte någon mera ingripande roll. Bland alster av hans litterära verksamhet märks utom poem och reseminnen broschyren Imperial federation (1885), Canadian life and scenery (1886), en biografi över Palmerston (i serien "Queen Victoria's prime ministers", 1892) Queen Victoria, her life and empire (1901), Passages from the post (1907) samt Yesterday and to-day in Canada (1910).

## Utmärkelser
- Riddare av Serafimerorden, 17 november 1908.[10]